# Соціальні процеси за моделлю «рівний — рівному»
Соціальні процеси за моделлю рівний рівному (peer-to-peer, P2P) означає взаємодії між людьми чи комп'ютерами на рівних. Від англійського слова peer — рівний; рівноправний; належачий до того самого віку, класу, рівню добутку, тощо. Термін peer-to-peer (P2P) пішов з популярної ідеї комп'ютерної архітектури, яка розподіляє завдання між рівноправними вузлами комп'ютерів. Ця структура набула популярності через системи обміни файлів як Напстер.
Ця концепція стала натхненням нових структур та філософій в багатьох галузях взаємодій між людьми. Рівноправне спілкування P2P дозволяє критично подивитись на сучасні авторитарні та централізовані суспільні структури. Модель рівноправного спілкування також стає політичною та соціальною програмою для тих, хто вірить, що в більшості випадків взаємодії на рівних працюють краще ніж будь-які інші ієрархічні моделі.

## Визначення
Рівноправне спілкування по моделі P2P базується на припущенні, що всі учасники динамічних відносин мають рівні права та силу. Рівноправні учасники добровільно гуртуються для досягнення спільної мети, для спільного добробуту. Можливість приймати рішення та зберігати автономію широко розповсюджені по всій мережі.
Існує кілька основоположних аспектів соціальних рівня-рівні (P2P) процесів:
- рівноправне виробництво — спільне створення споживчої вартості, до якого залучаються всі охочі; якнайширша аудиторія споживає результати спільного виробництва (за визначенням Йочай Бенклера в есе Coase's Penguin);[1]
- рівноправне керування — самі члени спільноти, які створюють продукт для спільного суспільного споживання, а не корпоративна ієрархія чи розподіл між конкурентами;
- рівноправна власність — споживча вартість власності вільно та загальнодоступна для всіх; послуги між рівними та продукти розподіляються завгодно новим моделям власності, які не є ексклюзивними, але при тому визнають індивідуальне авторство.(наприклад, the GNU General Public License or the Creative Commons licenses).

Рівноправне виробництво не виробляє товари для обмінної вартості і не використовує механізм ціноутворення або корпоративну ієрархію для розподілу ресурсів. Таким чином його треба відрізняти і від капіталістичного ринку (але воно може бути пов'язане чи вбудоване в ширший ринок), і від державного виробництва та корпоративного планування. Як модель управління воно відрізняється від традиційних лінійних ієрархій. Як модель власності воно відрізняється від традиційною приватної власності так державної колективної власності. Це спільна власність виробників та споживачів, всього світу. На відміну від приватної власності, рівноправна власність інклюзивна, а не ексклюзивна. Її натура полягає в тому, щоби поширити володіння з якнайшбільшою аудиторією, а не звузити коло споживачів.

## Характеристики
Процеси P2P не безструктурні. Вони характеризуються динамічними структурами, які постійно змінюються та пристосовуються під обставини. Правила в таких структурах не походять від зовнішніх авторитетів чи ієрархічних структур, а базуються на експертизі, розпочинянні проекту, тощо. Вимоги чи поріг для участи в P2P процесах дуже низький, щоби дати можливість робити внесок якнайбільшому числу людей. Рівноміцність учасників означає, що для участі в проектах немає ніякого формального відсіювання. Безпосередня співпраця та внесок учасника визначає його експертизу та рівень участі в проекті. Спілкування відбувається не зверху-вниз і не визначено чітко заданими правилами. Навпаки, всі учасники спілкуються на рівних, дають відгуки та впливають на правила чи процеси в кооперативній системі.
Системи, проекти чи спільноти, які побудовані по типу рівня-рівня (P2P) — мережа, а не лінійна чи пірамідальна ієрархія (але в них можуть бути такі елементи). Такі мережі розподілені, але в них можуть бути присутні елементи як централізації так і децентралізації. Інтелект не знаходиться десь в одному центрі, а навпаки розподілено та розповсюджено по всій мережі. Припущення про рівноміцність учасників означає, що системи рівня-рівні P2P розпочинаються с того, що «система не знає де знаходиться потрібний ресурс». Така система припускає, що «кожний» може співпрацювати, і заздалегідь не застосовує формальні правила про тих, хто може брати участь в процесі. Очікується, що самі учасники самообирають проекти, які найкраще відповідають їх знанням та досвіду. Рівноміцність, наприклад, спропоможніть кооперувати, підтверджується під час самої співпраці. Підтвердження знання, прийняття процесів, тощо визначаються колективно. Співпраця має бути добровільною, а не примусовою. Вона існує для створення чогось. Вона дає можливість найбільшому числу людей брати участь в проекті. Взагалі, можна виділити наступну різницю між ієрархічною системою та системою рівня-рівні: учасники в ієрархічних системах підпадають під паноптизм обраної меньшості, яка контролює переважну більшість, а в рівноправних та рівноміцних проектах учасники можуть зазнати голоптизм, тобто знати що роблять інші учасники та бачити цілі проекту та що відбувається з проектом взагалі, а не тільки з окремими частинами.